# میروکو کورپ
میروکو کورپ (انگلیسی: Miroku Corp.) شرکت صنایع جنگ‌افزاری ژاپنی است، که در سال ۱۸۹۳ تأسیس شد.
میروکو یک تولیدکننده سلاح گرم ژاپنی واقع در نانکوکو، استان کوچی است. محصولات آنها شامل تفنگ‌های ساچمه‌ای تولید شده برای شرکت براونینگ آرمز و تفنگ‌های دارای مجوز از وینچستر فایرآرمز است. در بازارهای اروپایی، این محصولات تحت نام‌های تجاری میروکو و براونینگ فروخته می‌شوند.
تاریخچه مدرن این شرکت در سال ۱۹۴۶ به عنوان تولیدکننده توپ‌های هارپون برای صنعت رو به بهبود شکار نهنگ ژاپن آغاز شد و پس از پیمان صلح سانفرانسیسکو در سال ۱۹۵۱ به سلاح گرم گسترش یافت.
چارلز دالی فایرآرمز ایالات متحده، تفنگ‌های ساچمه‌ای میروکو را در طول دهه ۱۹۶۰ تا اوایل دهه ۱۹۷۰ وارد کرد. پس از آن، میروکو بازار جدیدی برای مدل‌های ساچمه‌ای میروکو تحت براونینگ پیدا کرد که شباهت‌های مدل‌های اخیر وارد شده توسط دالی به مدل‌های اولیه براونینگ سیتوری نوع ۱ را توضیح می‌دهد. این همچنین با خرید مشترک سهام براونینگز توسط اف‌ان و میروکو در سال ۱۹۷۷ همزمان است.
میروکو بین سال‌های ۱۹۶۲ تا ۱۹۶۸ چندین مدل مختلف اسلحه کمری تولید کرد، هرچند که این مدل‌ها به‌طور گسترده توزیع نشدند. از جمله رایج‌ترین آنها می‌توان به مدل "لیبرتی چیف" با کالیبر ۳۸ اشاره کرد. آنها به‌طور خلاصه کپی‌هایی از برونینگ بی‌ال۲۲، یک تفنگ اهرمی کالیبر .۲۲، را با نام میروکو ام‌ال۲۲ تولید کردند. این مدل به دلیل قیمت پایین و ظرفیت بالای خشاب ۱۵ گلوله‌ای در بین شکارچیان خرگوش استرالیایی محبوب بود.
اسلحه‌های میروکو که برای برونینگ تولید می‌شوند در بازارهایی فروخته می‌شوند که همتایان برند برونینگ کمیاب یا در دسترس نیستند. میروکو همچنین تحت لیسانس از طریق شرکت الین و برونینگ، تفنگ‌های اهرمی و بلوکی معروف وینچستر را تولید می‌کند.
محصول شاخص این شرکت، ام‌کی۳۸، دارای ویژگی‌هایی مانند لولهٔ سوراخ‌دار و چوک توسعه‌یافته است که با تفنگ‌های ساچمه‌زنی در خطوط تولید برونینگ و برتا مرتبط است. محصولات میروکو معمولاً به دلیل کیفیت مناسب و پرداخت نهایی‌شان مورد توجه تیراندازان قرار می‌گیرند.